# 15929 Еріклінтон
15929 Еріклінтон (15929 Ericlinton) — астероїд головного поясу, відкритий 22 листопада 1997 року.
Тіссеранів параметр щодо Юпітера — 3,191.